# Angres
Angres è un comune francese di 4 058 abitanti situato nel dipartimento del Passo di Calais nella regione dell'Alta Francia.
Il territorio comunale è bagnato dalle acque del fiume Souchez.

## Società

### Evoluzione demografica
Abitanti censiti